# Membrane (chimie)
Cet article court présente un sujet plus développé dans : Méthode de séparation membranaire et Filtration sur membrane.
Pour les articles homonymes, voir Membrane.

Schéma de filtration membranaire basé sur la taille des pores

Une membrane est une structure de faible épaisseur, relativement à sa taille, séparant deux milieux en empêchant toute la matière dans le cas de certaines membranes biologiques, ou seulement une partie de la matière de passer de l'un à l'autre des milieux en fonction de la dimension de ses pores et de son épaisseur.

## Histoire
Le concept de membrane date du XVIIIe siècle, mais n’a été utilisé, pour les membranes synthétiques, massivement en dehors des laboratoires qu'à partir de la seconde guerre mondiale. Une première application à cette époque a été l'utilisation d'un type de membrane permettant des tests sur la potabilité de l’eau. À l’époque cependant le procédé était trop lent, pas assez fiable et trop cher, et a été relativement peu été exploité. Les premiers usage pérenne ont été la microfiltration et l'ultrafiltration. Depuis les années 1980, ces procédés sont utilisés avec l'électrodialyse dans de grandes centrales de traitement des eaux. L'industrie autour de ces technologies est très active. Les membranes biologiques quant à elles existent depuis beaucoup plus longtemps, probablement depuis l'apparition de la vie.

## Définition et typologie
Une membrane est une couche de matériau servant de filtre entre deux phases, imperméable à certaines particules, molécules ou substances dans certaines conditions. Certains composant peuvent traverser la membrane par le flux d'imprégnation, tandis que d'autres ne passent pas et s'accumulent dans le flux  de retenue.
Il existe des membranes de différentes épaisseurs, de structure homogène  ou au contraire hétérogène. Elles peuvent aussi être classée en fonction de la taille de leurs pores. L’IUPAC distingue ainsi les membranes microporeuses (diamètre < 2 nm), mésoporeuses (entre 2 nm et 50 nm) et macroporeuses (diamètre > 50 nm). Elles peuvent aussi être chargées électriquement ou neutre, et transporter de manière active ou passive. Ce dernier mode peut être accéléré en fonction de la pression, la concentration, les gradients chimique ou électrique. Les membranes sont généralement synthétiques ou biologiques.

## Applications
Ces caractéristiques des membranes déterminent leur intérêt et leur domaine d'application et les rendent intéressantes pour l’exploitation industrielles. Elles sont ainsi utilisées pour l’étape de séparation dans les procédés de séparation des fluides. En particulier:
- Elles sont économes en énergie car elles ne nécessitent par de changer l’état de la matière, contrairement à la distillation par exemple ;
- Ne nécessitent pas d'absorbants ou de solvants qui peuvent être cher ou difficile à manipuler ;
- Sont simples à mettre en œuvre, modulaires et faciles à obtenir, ce qui facilite leur remplacement par des nouvelles membranes plus efficaces.

Pour la filtration sur membrane et l'osmose inverse, le liquide à traiter est poussé sous pression au travers de la membrane, afin d'augmenter le débit (loi de Darcy). En dialyse et pervaporation, c'est le potentiel chimique et le gradient de concentration qui permettent de traverser la membrane. En perextraction, c'est le gradient de potentiel chimique qui permet l’extraction.
Les applications industrielles ne sont cependant pas à la hauteur de la diversité de leurs fonctions dans les systèmes biologiques, pour plusieurs raisons :
- Elles s'entartrent et deviennent moins efficaces avec le temps ;
- Les membranes ayant une grande surface ont un coût prohibitif ;
- Elles résistent mal aux solvants ;
- Elles ne passent pas toutes forcément du stade de recherches et développement à celui des applications industrielles.

En microbiologie, les membranes permettent par exemple de séparer par filtration un liquide des micro-organismes qu'il contient pour pouvoir les dénombrer par filtration sur membrane. Cette méthode s'applique à des liquides sans particules solides.